# Руська Кара
Ру́ська Ка́ра (рос. Русская Кара, башк. Урыҫ Ҡара) — присілок у складі Аскінського району Башкортостану, Росія. Входить до складу Казанчинської сільської ради.
Населення — 3 особи (2010; 6 у 2002).
Національний склад:
- росіяни — 100 %